# Cidade linear

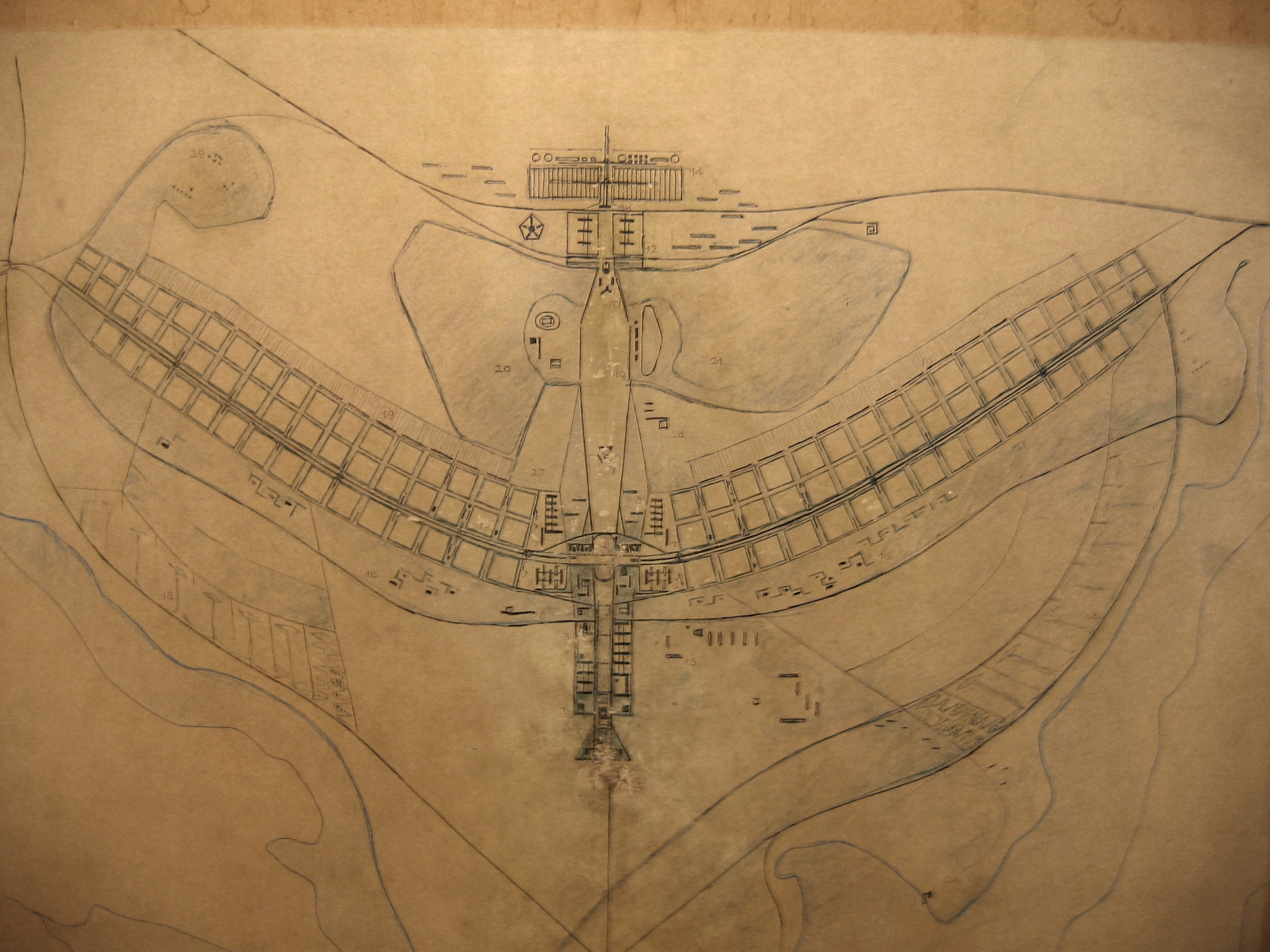
Plano Piloto de Brasília, por Lúcio Costa, que incorporou os preceitos da Cidade linear

A cidade linear é um modelo de cidade concebido pelo urbanista espanhol Arturo Soria y Mata em fins do seculo XIX, construído como bairro experimental na perifería de Madrid, Espanha, entre 1894 e a década de 20, pela Companhia Madrilenha de Urbanização. A noção de cidade linear foi utilizada no modernismo a partir do final da década de 20 e início da década de 30 por alguns urbanistas como Nicolai Miliutin, Le Corbusier, Ernst May, Lucio Costa e Kenzo Tange, entre outros.
A cidade linear tem como característica mais marcante o desenvolvimento em linha; geralmente com uma via central que funciona como estrutura principal em torno da qual se desenvolvem ramos secundários. A interpretação da cidade linear varia segundo cada um dos autores. Para Miliutin ela estava ligada ao sistema de produção industrial, Le Corbusier a utiliza para atingir maior liberdade formal e trabalhar livremente o sistema viário dentro de sua proposta de hierarquia viária apresentada em "Sur Les Quatre Routes" (Sobre as Quatro Vias). Ernst May desenvolve a relação cidade/indústria proposta por Miliutin no seu projeto para a cidade soviética de Magnitogorsk. No pós-guerra, Lucio Costa adota o partido linear no desenvolvimento do plano piloto de Brasília e, em 1960, Kenzo Tange apresenta um plano monumental de cidade sobre a baía de Tóquio. Costa utilizará novamente o partido linear como um dos elementos do seu plano para a Barra da Tijuca, Rio de Janeiro.

A cidade linear está ligada em muitos aspectos à questão do transporte e da crescente importância do sistema viário no planejamento da cidade, principalmente ao longo do século XX. 

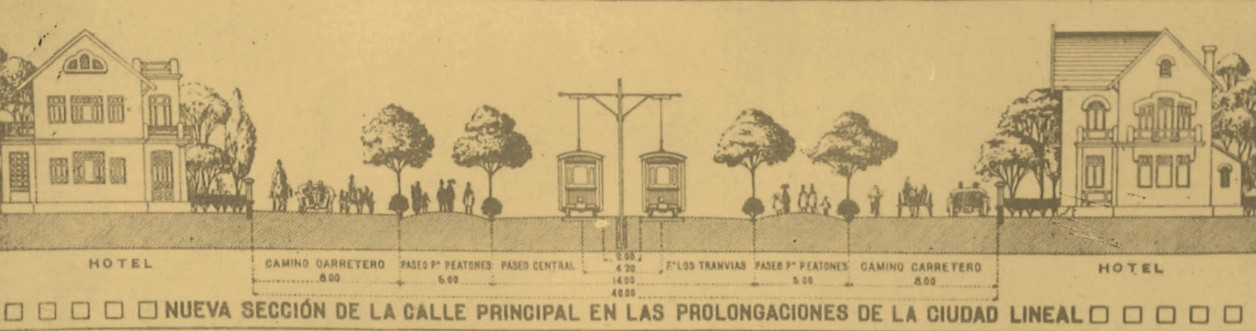
Projeto original concebido por Arturo Soria y Mata

Em sua concepção inicial, com Soria y Mata, esteve ligada também ao movimento higienista e à questão dos bairros operários. Desde a década de 1880, Soria y Mata acreditava que sua cidade linear poderia se estender pelo território ligando cidades e mesmo países, em uma grande rede urbana. Este fenômeno não está longe da realidade dos nossos dias. Através de sistemas de transporte super-rápidos (como o trêm-bala), cidades são interligadas em poucas horas no Japão e em alguns países da Europa.
A cidade original de Soria y Mata existe hoje - bastante modificada - como o bairro Ciudad Lineal na periferia de Madrid. É um dos grandes modelos urbanos da primeira metade do século XX, junto com a cidade jardim.